# ZSNES
ZSNES는 슈퍼 패미컴의 에뮬레이터이다. 처음에는 인텔 x86 어셈블리어로 프로그래밍되어 도스판으로 공개되었다. 여러 번의 갱신을 거듭하면서 다른 시스템으로도 이식되어 윈도우에서는 API와 다이렉트엑스로 구동되며, 유닉스 계열 운영 체제에서는 SDL로 구동된다. 그 외에도 x86 버전의 리눅스, FreeBSD, 매킨토시 심지어는 엑스박스에도 이식되었다.

## 역사
ZSNES 프로젝트는 인터넷상에서 두 명의 프로그래머 'zsKnight'와 '_Demo_'에 의해 1997년 가동되어 같은 해 10월 14일에 0.150 첫 판이 클로즈드 소스로 공개되었다. 2001년 4월 2일에 전환점을 맞이하여 소스 코드의 저작권이 GNU GPL로 바뀌었으며, 소스포지.넷에서 공개되기 시작하였다. 2000년 9월 1일 1.000판이 출시되는 것과 동시에 첫 윈도 판이 공개되었다. 2007년 1월 24일에 1.51 판을 공개하고 바운티소스로 거점을 옮겼다.

## 같이 보기
- 비디오 게임 에뮬레이터 목록

## 참조
- 배포판에 포함된 설명서.